# إدغار كوريدور
إدغار كوريدور (بالإسبانية: Edgar Corredor)‏ مواليد 24 فبراير 1960 في كولومبيا، هو دراج كولومبي سابق.

## روابط خارجية
- إدغار كوريدور على موقع أرشيف الدراجات (الإنجليزية)
- إدغار كوريدور على موقع إحصائيات الدراجات الإحترافية (الإنجليزية)
- إدغار كوريدور على موقع CycleBase (الإنجليزية)